# 23756 Daniellozano
23756 Daniellozano este un asteroid din centura principală de asteroizi.

## Descriere
23756 Daniellozano este un asteroid din centura principală de asteroizi. A fost descoperit pe 22 mai 1998 la Socorro, New Mexico, în cadrul proiectului LINEAR. Asteroidul prezintă o orbită caracterizată de o semiaxă mare de 2,29 ua, o excentricitate de 0,14 și o înclinație de 3,2° în raport cu ecliptica.